# 南阳乡 (瑞昌市)
南阳乡，是中华人民共和国江西省九江市瑞昌市下辖的一个乡镇级行政单位。

## 行政区划
南阳乡下辖以下地区：
双桥村、燕山村、严畈村、红日村、排砂村、护岭村、上畈村和罗城村。